# Campionato centramericano COCABA maschile di pallacanestro 2009
Il 5º Campionato dell'America Centrale Maschile di Pallacanestro FIBA (noto anche come FIBA COCABA Championship 2009) si è svolto dal 10 agosto al 14 agosto 2009 a Cancún in Messico. Il torneo è stato vinto dalla nazionale messicana.
I FIBA COCABA Championship sono una manifestazione contesa dalle squadre nazionali del Centro America, organizzata dalla COCABA (Confederazione America Centrale), nell'ambito della FIBA Americas.

## Squadre partecipanti
- Belize
- Costa Rica
- El Salvador
- Guatemala
- Honduras
- Messico
- Nicaragua
- Panama

## Classifica finale
| Pos | Squadra     | V-P |
| --- | ----------- | --- |
|     | Messico     |     |
|     | Belize      |     |
|     | Panama      |     |
| 4   | Costa Rica  |     |
| 5   | Guatemala   |     |
| 6   | Nicaragua   |     |
| 7   | Honduras    |     |
| 8   | El Salvador |     |